# Tours Volley-Ball 2011-2012
Questa voce raccoglie le informazioni riguardanti il Tours Volley-Ball nelle competizioni ufficiali della stagione 2011-2012.

## Organigramma societario
Area direttiva
- Presidente: Jacques Bouhier

Area organizzativa
- Genaral manager: Pascal Foussard

Area tecnica
- Allenatore: Mauricio Paes
- Allenatore in seconda: Thomas Royer

## Rosa
| N° | Nome                | Ruolo | Data di nascita   | Nazionalità sportiva |
| -- | ------------------- | ----- | ----------------- | -------------------- |
| 1  | Petr Konečný        | C     | 16 febbraio 1975  | Rep. Ceca            |
| 2  | Miloš Terzić        | S     | 13 giugno 1987    | Serbia               |
| 3  | Cyril Guittet       | L     | 13 agosto 1992    | Francia              |
| 4  | Bojidar Slavev      | S     | 30 giugno 1984    | Francia              |
| 5  | Rafael Redwitz      | P     | 12 agosto 1980    | Brasile              |
| 6  | David Konečný       | S/O   | 10 ottobre 1982   | Rep. Ceca            |
| 8  | Clément Groffe      | S     | 28 novembre 1990  | Francia              |
| 9  | Adrien Prével       | S     | 29 aprile 1986    | Francia              |
| 10 | Nicolas Massacrier  | S     | 1º agosto 1993    | Francia              |
| 12 | Horacio d'Almeida   | C     | 11 giugno 1988    | Francia              |
| 13 | Renaud Lachaise     | P     | 12 maggio 1991    | Francia              |
| 14 | Cédric Hominal      | P     | 2 marzo 1984      | Francia              |
| 15 | David Smith         | C     | 15 maggio 1985    | Stati Uniti          |
| 16 | Alexis González     | L     | 21 luglio 1981    | Argentina            |
| 17 | Yosleider Cala      | S     | 22 ottobre 1984   | Stati Uniti          |
| 18 | Thibault Szymkowiak | C     | 19 settembre 1991 | Francia              |